# Cephalaria dagestanica
Cephalaria dagestanica là một loài thực vật có hoa trong họ Kim ngân. Loài này được Bobrov mô tả khoa học đầu tiên năm 1932.